# Пектинатна линија
Пектинатна линија или назубљена линија је линија која дели горње две трећине од доње трећине аналног канала. Развојно, ова линија представља спој задњег црева и проктодеума.

## Анатомија
Анални канал служи као канал који повезује ректум са крајем гастроинтестиналног система, анусом. Налази се унутар аналног троугла перинеума и између исхиоаналне, или исхиоректалне, јаме испуњене масноћом и клинастог облика, које омогућавају њено ширење за пролаз фекалног материјала.
Прелаз из ректума у анус може се идентификовати по аноректалном споју, или аноректалном прстену, који се појављује као кривина у гастроинтестиналном тракту и подржан је пуборекталним мишићним ременом. Аноректални спој је такође место где се мишићна влакна његова два сфинктера супериорно стапају са влакнима пуборекталног мишића.
Анални канал је типично подељен на горње и доње сегменте пектинатном или назубљеном линијом. 
Пектинатна линија је видљива назубљена или цик-цак линија формирана од доњих делова уздужних набора познатих као анални стубови или анални залисци. 
Пектинатна линија разграничава горње две трећине аналног канала од доње трећине. Такође служи као ембриолошки оријентир који објашњава:
- различито снабдевање артеријама,

- венску дренажу,

- лимфну дренажу

- инервацију живцима сегмената аналног канала.

## Пектинатна линија као анатомски орјентир
У анатомији пектинатна линија  је важан анатомски оријентир код људи, на основу које се може  направити неколико разлика на основу локације појединих структуре у односу на ову линију:
| Крактеристике           | Изнад пектинатне линије                                                                                              | Испод пектинатне линије |
| ----------------------- | --- | --- |
| Лимфна дренажа          | унутрашњи илијачни лимфни чворови                                                                                    | површински ингвинални лимфни чворови (испод Хилтонове беле линије)                                                                                                  |
| Епителијум              | колумнарни епител (као и већи део дигестивног тракта - линија представља крај дела тела који потиче од задњег црева) | слојевити сквамозни епител, не-кератинизован (до Хилтонове беле линије, где анални руб постаје континуиран са перианалном кожом која садржи кератинизовани епител.) |
| Ембриолошко порекло     | ендодерм | ектодерм |
| Артерија                | горња ректална артерија                                                                                              | средња ректална артерија и доња ректална артерија |
| Вена                    | горња ректална вена која се дренира у доњу мезентеричну вену и затим хепатични портални систем                       | средња ректална вена и доња ректална вена |
| Хемороиди класификација | унутрашњи хемороиди (нису болни)                                                                                     | спољни хемороиди (болни) |
| Живци                   | доњи хипогастрични плексус                                                                                           | пудентални живац |

## Галерија
- Микроскопски попречни пресек аноректалног споја.
- Анатомија ануса и ректума
- Коронални пресек ректума и аналног канала.